# Canzoni da leggere e da cantare
 (mars 2025).
Albums de Charles Aznavour
La prima danza
(1983) Momenti sì, momenti no
(1988)
Canzoni da leggere e da cantare (Chansons à lire et à chanter) est le 13e album studio italien de Charles Aznavour, il est sorti en 1986.
L'album présente un réenregistrement de L'amore e la guerra (3e version).

## Liste des titres
| No  | Titre                                                 | Durée |
| --- | ----------------------------------------------------- | ----- |
| 1.  | Il mare da bere : La mer à boire                      | 3:40  |
| 2.  | Bambino di strada : L'enfant maquillé                 | 2:53  |
| 3.  | Un pianeta per morire : La planète où mourir          | 3:57  |
| 4.  | In una casa : Une maison                              | 2:54  |
| 5.  | Insieme a te : Nous nous reverrons un jour ou l'autre | 3:35  |
| 6.  | La sala e la terrazza : La salle et la terrasse       | 2:59  |
| 7.  | Quando il cuore : Lorsque mon coeur sera              | 4:45  |
| 8.  | Fior di quadrifoglio : Le trèfle à quatre feuilles    | 2:46  |
| 9.  | Chi ? : Qui ?                                         | 2:51  |
| 10. | L'amore e la guerra : L'amour et la guerre            | 2:53  |